# Хуан Гуаньцзюнь
Хуан Гуаньцзюнь (1987 — 22 мая 2021) — китайский марафонец; погиб во время катастрофы на ультрамарафоне в Ганьсу.
Хуан стал чемпионом в марафоне среди мужчин с нарушениями слуха на Национальных Паралимпийских играх 2019 года в Китае. Он умер 22 мая 2021 года в возрасте 34 лет, когда сильный ветер и ледяной дождь обрушились на гонку на длинные дистанции в Байине, Ганьсу, Китай. В результате трагедии погибли ещё 20 бегунов.
У него был нарушен слух после «ошибки инъекции», когда ему был год, и он также не мог говорить. С трудом найдя работу, он, по словам его друзей, «много лет участвовал в гонках в надежде выиграть призовые».

## Смо. также
- Лян Цзин, ещё один чемпион по бегу, погибший на ультрамарафоне в Ганьсу.